# Cadillac Formula 1 Team
Cadillac Formula 1 Team je americký konstruktér, který se má od roku 2026 účastnit Formule 1. Tým vlastní výrobce automobilů General Motors (GM), který se bude šampionátu účastnit pod značkou Cadillac. Očekává se, že se v následujících letech stane také výrobcem motorů. GM bude spolupracovat s americkou motoristickou organizací TWG Motorsport skrze její britskou pobočku GPM Cadillac Formula Racing Ltd.
Cadillac se stane prvním novým konstruktérem ve Formuli 1 od roku 2016, kdy se k šampionátu připojil Haas. Cadillac má tři základny ve Spojených státech – v Indianě, Severní Karolíně a v Michiganu – a jednu ve Spojeném království. Oddělení vývoje pohonné jednotky bude sídlit v Severní Karolíně.

## Historie
V lednu 2023 oznámila společnost General Motors (GM) záměr vstoupit se značkou Cadillac do Formule 1 ve spolupráci se společností Andretti Global. Tento krok schválila Mezinárodní automobilová federace, ale odmítla ho Formula One Group, která uvedla, že by své rozhodnutí přehodnotila, pokud by GM souhlasila s výrobou motorů. Navzdory odmítnutí Andretti pokračoval v budování týmu.
V listopadu 2024 hlavní vlastník Los Angeles Dodgers a spolumajitel fotbalové Chelsea Mark Walter oznámil, že společnost TWG Global, jejíž je spolumajitelem, získala Andretti Global. Britská pobočka se přejmenovala na Cadillac Formula Racing Ltd a následně na GPM Cadillac Formula Racing Ltd. Michael Andretti zůstal jako poradce a Mario Andretti souhlasil, že bude působit ve správní radě.
Ten samý měsíc GM oznámilo, že v roce 2026 vstoupí do šampionátu jako konstruktér pod značkou Cadillac a že GM vstoupí jako dodavatel motorů později. Společnost GM zaplatila vstupní poplatek ve výši 450 milionů dolarů, což je více než dvakrát tolik, než bylo původně požadováno. V prosinci tým najal bývalého generálního ředitele týmů Virgin a Marussia Graema Lowdona, který se stal šéfem týmu, a specialistu na motory u Renaultu Roba Whitea jako provozního ředitele. Mario Andretti uvedl, že tým plánoval spárovat zkušeného jezdce s mladším americkým jezdcem, kterým „s největší pravděpodobností bude Colton Herta.“
Vstup týmu do Formule 1 byl oficiálně potvrzen v březnu 2025.

## Pohonná jednotka
GM a TWG založily společnost GM Performance Power Units LLC (GM PPU), která se má zabývat vývojem pohonné jednotky pro tým Cadillac, a jako vedoucího divize najaly dlouholetého konstruktéra motorů GM Russe O'Blenese.
V prosinci 2024 Ferrari oznámilo, že s Cadillacem podepsal víceletou smlouvu na dodávání motorů a převodovek od roku 2026, dokud GM PPU nevyvine vlastní pohonnou jednotku.
Cadillac předpokládá, že pohonná jednotka bude připravena na sezónu 2028. Odhaduje se, že vybudování továrny pro 300–350 zaměstnanců vyjde na 65–70 milionů dolarů, k otevření by mělo dojít v prvním čtvrtletí roku 2027. Dalších 75–80 milionů dolarů má stát samotný vývoj v továrně.

## Zázemí
GM plánuje operovat ze čtyř hlavním míst. Závodní tým bude sídlit v Silverstone v Anglii, vývoj pohonné jednotky bude probíhat v Charlotte v Severní Karolíně. Kromě toho společnost TWG Motorsports staví nové sídlo ve Fishers v Indianě. Další práce budou probíhat ve Warrenu v Michiganu, kde sídlí technické centrum General Motors.

## Předchozí zapojení ve Formuli 1
Několik značek GM se účastnilo 500 mil Indianapolis v době, kdy byl závod součástí mistrovství světa Formule 1.
- 1951: Gordon Reid závodil v monopostu s motorem Chevrolet, ale nekvalifikoval se do závodu.[16]
- 1952: Johnny Fedricks závodil v monopostu Kurtis Kraft s motorem Cadillac, ale nekvalifikoval se do závodu.[17]
- 1953: Bill Homeier závodil v monopostu Kurtis Kraft s motorem Cadillac, ale nekvalifikoval se do závodu.[17]